# Împrumut
În finanțe, un împrumut este o datorie a unei entități (organizație sau individ) către o altă entitate asupra căreia se aplică o dobândă, care este evidențiată într-un contract de împrumut în care se specifică, printre altele, valoarea împrumutului, rata dobânzii, precum și data de rambursare. Un împrumut presupune realocarea activului unui subiect pentru o perioadă de timp, între creditor și debitor.